# Robert Seemann
Robert Seemann (* 7. Dezember 1945 in Wien; † 20. Dezember 2010 ebenda) war ein österreichischer Mineraloge, Speläologe und Petrograph.
Seemann studierte zunächst ab 1964 Chemie und Physik und dann Mineralogie und Petrographie an der Universität Wien. 1974 wurde er promoviert (De Genese der Pyrite der Karstgebiete der nördlichen Kalkalpen). Seit 1971 war er in der Mineralogisch-Petrographischen Abteilung des Naturhistorischen Museums in Wien, an der er 1978 Kurator der Petrographischen Sammlung und später zusätzlich der Lagerstättensammlung wurde. 1996 wurde er Hofrat. 2004 wurde er Direktor der Mineralogisch-Petrographischen Abteilung. Er organisierte mehrere große Ausstellungen.
1982 erhielt er das Goldene Verdienstzeichen der Republik Österreich.
Er befasste sich unter anderem mit Mineralien und Bergbau in den Tauern und war dort auch am Schaubergwerk Hochfeld aktiv. Als Höhlenforscher befasste er sich besonders mit Höhlen in den Kalkalpen, der Alistrati-Höhle und der Höhle Charkadiou (Insel Tilos, Zwergelefantenfunde) in Griechenland und der Al-Hoota-Höhle in Oman (Projekt Speleoman auch zur touristischen Erschließung).